# Заплетнюк Євген Ростиславович
Євген Ростиславович Заплетнюк (3 серпня 1978, Микулинці, Україна — 26 квітня 2020, Тернопіль) — український релігійний діяч, публіцист, місіонер. Кандидат богослів'я (2008), Член Спілки християнських письменників України (2011).

## Життєпис
Євген Заплетнюк народився 3 серпня 1978 року в смт Микулинці Теребовлянського району Тернопільської області, нині Україна.
Після 9-го класу, у 15 років вступив і закінчив у 1993-1995 роках так зване "духовне відділення", по суті - "церковну групу", що діяла при вищо-професійному Кременецькому ліцеї, прислуговував тоді ж при Преображенському соборі УПЦ КП (м. Кременець), та після цього, за скороченою програмою - закінчив афільовану з даним ліцеєм Тернопільську духовну семінарію УПЦ КП в м. Збараж у 1999 році, під час навчання у 1998 році був висвячений на священика УПЦ-КП. Перщою його парафією стало село Вербка-Мурована у Хмельницькій області.
У 2000 році брав активну участь у створенні так званого Кременецького духовного ліцею, фактично - повноцінної філії від Тернопільської (Збаразької)  семінарії при Кременецькому вищо-професійному ліцеї імені Уласа Самчука.
У Тернопільській (Збаразькій) семінарії надалі викладав у 2000-2004 роках, згодом вступив у Київську духовну академію, де закінчив у 2004 році магістратуру, майже закінчив у 2006 році там само аспірантуру, але диплом кандидата богословських наук не отримав через конфлікти, спровоковані проти нього противниками.
Працював:
- особистим прес-секретарем архієпископа Хмельницького Антонія (Махоти) - у 2002—2004 рр., намісника Свято-Михайлівського Золотоверхого монастиря, ректора КДА і С архієпископа Переяслав-Хмельницького Димитрія (Рудюка) - у 2004-2005 рр.; одночасно редагував один з перших конфесійних блогів УПЦ-КП під назвою "Просфора.org".
- викладачем київських духовних шкіл, поєднував церковне служіння та науково-богословську роботу з працею церковного журналіста у прес-службі Патріархії УПЦ КП, де офіційно обіймав посаду одного з прес-секретарів патріарха (у 2005-2006 рр.); паралельно був редактором всеукраїнського двотижневика «Голос православ'я»; у 2006 році через наклеп священичої братії та ідеологічні непорозуміння з найвищим керівництвом УПЦ КП вимушений був покинути служіння у Патріархії УПЦ КП.

Як визнавав згодом о. Євген, проти нього спровокував ряд інтриг тогочасний архимандрит, а тепер єпископ Євстратій (Зоря), у якого Заплетнюк працював, як заступник голови прес-служби УПЦ-КП.
У 2007 році згідно з поданим проханням був прийнятий у клір УАПЦ, де отримав призначення спочатку викладача, а згодом - проректора з наукової роботи Тернопільської Духовної Академії і Семінарії УАПЦ та настоятеля академічного храму св.Кирила і Мефодія, що в місті Теребовля.
Згодом прот. Євген очолив роботу прес-служби Української Автокефальної Православної Церкви, ставши редактором її офіційних видань: газети “Україна Православна” та Інтернет-сайту “Українська Автокефалія”. З 5 червня 2007 року до свого переходу в юрисдикцію УПЦ-КП в 2014 році, впродовж 7 років працював прес-секретарем Предстоятеля Української Автокефальної Православної Церкви. (Указ №820 / 05.06.07). 
- короткочасно працював виконувачем обов'язків секретаря Архієрейського Собору УАПЦ. У грудні 2010 року очолив новостворений місіонерський відділ Патріархії УАПЦ;
- став засновником та ведучим Тернопільського богословського клубу, засновник та головний редактор Християнського авторського порталу (з 2012)

У 2014 році з невідомих причин повернувся з УАПЦ до УПЦ-КП.
З того часу:
- клірик Тернопільської єпархії Української православної церкви Київського патріархату, священник собору Воскресіння Господнього міста Тернополя (з липня 2014);
- служив штатним священником і ключарем кафедрального собору Святих рівноапостольних Костянтина та Єлени м. Тернополя (з 29 вересня 2015).

Розповідаючи про свій скандал з Філаретом та обставини увільнення з прес-служби УПЦ-КП у 2006 році, пізніше Заплетнюк зазначив наступне:
"Якось на електронну пошту Патріархії надійшов анонімний лист із списком усіх архиєреїв та приписаними їм вадами. Чимало звинувачень на адресу єпископів були правдиві, хоча більшість із написаного залишалося лише хворобливою фантазією автора. А оскільки всім, хто мене знав, було чудово відоме моє вільнодумство, то першим, кого звинуватили у «бунті на кораблі», був я. Патріарху Філарету тоді особливо виразно здалося, що той лист написав саме я, і в ньому він навіть умудрився побачити «мій стиль» письма. Чути подібні звинувачення на свою адресу було особливо неприємно ще й тому, що в тому списку були люди, яких я досі ціную і люблю. Той, хто склав тоді таку маячню, в певному сенсі не лише «підставив», але й образив мене. Уже через кілька місяців усі зрозуміли, що той лист писав не я. Коли Філарету надійшов черговий лист від того ж автора, я вже жив у Тернополі. Зміст нового листа свідчив, що його міг написати лише той, хто й досі перебував в оточенні Патріарха! Сьогодні лише сміюся з цього всього і щиро дякую Богу за те, що так промислительно попіклувався про мене, вирятувавши з того пекла під церковною вивіскою".

Як повідомив у коментарі блогер — священник УАПЦ Михайло Семків:
"Автор цієї "характеристики" Євстратій Зоря. Це була його помста за те, що Патріарх Філарет довго не хотів його в єпископи святити, аж поки дехто з секретаріату Президента не натиснув на Патріарха. Після цього, Євстратій приписав авторство Євгену Заплетнюку, чим і позбавився найсильнішого конкурента в інформаційному відділі УПЦ-КП. Але щоб кинути тінь на автокефалістів, Євстратій вперше розмістив цю "характеристику" на форумі американського сайту Івана Майлеса (автономна УАПЦ в Америці). Характеристика почала гуляти iнтернетом 13 червня 2006 року. Як зазначалося у коментарях, не останню роль тут грав, я вважаю, отець Олександр Трофимлюк, який 15 вересня 2006 року Святійшим Патріахом Філаретом призначений Головою Прес-центру Київської Патріархії Української Православної Церкви Київського Патріархату, а на початку 2007 року був висвячений на священика. Трофимлюк розглядав Заплетнюка як конкурента, бо сам теж був редактором сайту "Погляд", який конкурував з сайтом Заплетнюка "Просфора". Заплетнюк був заступником Головного прес-секретаря Предстоятеля УПЦ-КП, з його усуненням цю посаду зайняв земляк Трофимлюка - волинянин Микола Ярмусь, його ставленик. З усуненням Заплетнюка, прийшов у прес-службу і Володимир Яцульчак з Верхнього Синьовидного - ставленик  владики Матфея Шевчука.
Помер 26 квітня 2020 року. Похований у смт Микулинці Тернопільської області.

## Наукова та літературна діяльність
Наукову роботу на здобуття вченого ступеня кандидата богословських наук «Досвід оцерковлення сліпих і глухих у Православній церкві. Богословський та практичний аспекти», яку почав писати ще в роки навчання в КДА УПЦ КП, захистив уже в УАПЦ 15 червня 2008 року.
На початку 2011 року редакція сайту “Автокефалія” підготувала до друку і видали одразу два томи інтерв’ю, статей та коментарів головного редактора сайту "Uаос.Net"  протоієрея  Євгенія  Заплетнюка. Перший том має назву “Вірою оживлятесь”, і його видання було приурочене ще до десятої річниці Першосвятительського служіння на Київській митрополичій кафедрі Блаженнійшого Мефодія, митрополита Київського і всієї України, яке відзначали у 2010 році. Другий том отримав назву “Віру держіть непохитно”, і його видання автор та редакція присвятили блаженної пам’яті архиєпископу Дрогобицькому і Самбірському Феодосію (Пецині).
Також у 2011 р. вийшов перший номер журналу  УАПЦ  "Православний лiтописець", редакторами якого виступили  протоієрей  Євгеній  Заплетнюк, як видавець, та протоієрей Сергiй Горбiк (Нехамес), як дизайнер та технiчний редактор.

## Доробок
Автор численних публікацій у релігійних та світських виданнях.
Книги
1. «Досвід оцерковлення сліпих і глухих в Православній Церкві. Практичний і богословський аспекти» (2006)
2. "Збірник статей «Просфора» (2007),
3. «Особливо відверті розмови» (2007),
4. «Практичний посібник для ставлеників» (2008),
5. «Акафіст святителю Василю Липківському» (2008, 2009),
6. «Акафіст Святим Іову і Феодосію Манявським з житієм»,
7. Святі преподобні отці Афанасій Афонський та Іов і Феодосій Манявські  / упоряд. М. Катрич, І. Лютак ; ред. Є. Заплетнюк. - Хмельницький: Поділля, 2008. - 99 c. - ISBN 978-966-8261-59-6
8. «Вірою оживляйтесь: інтерв'ю, статті, коментарі» (2010),
9. «Віру держіть непохитно: інтерв'ю і коментарі» (2010),
10. науково-публiцистична книга «Ізсічена церква. Правда про ісіченківський розкол в УАПЦ» (2010);[5]
11. збiрка «Слава і краса церковного календаря» (у спiвавторствi з Миколою Катричем) — 2010.
12. «Православний літописець. 1, 2, 3 чч.» (у 2011-2012 рр.),
13. «Наше Святе Православ'я. Теорія та практика. Тт. 1-2» (Київ, видавництво "Помісна церква", 2013-2014).
14. Українське православ'я у контексті вітизняної історії та суспільних трансформацій: матеріали всеукраїнської науково-практичної конференції (редактор-упорядник - прот. Євген Заплетнюк). Тернопіль, 2014.
15. 500 сучасних порад від консервативного священика [Текст] / Протоієрей Євген Заплетнюк ; [передм. Епіфанія, Блаженнішого митрополита Київського і всієї України] ; Єдина Церква. - Кам'янець-Подільський : Рута, 2019. - 307 с. - ISBN 978-617-7626-45-8

## Відзнаки
Удостоєний низки церковних нагород.